# Hodoșa (okręg Marusza)
Hodoșa (węg. Székelyhodos) – wieś w Rumunii, w okręgu Marusza, w gminie Hodoșa. W 2011 roku liczyła 225 mieszkańców.